# Lyons Switch
Lyons Switch – jednostka osadnicza w Stanach Zjednoczonych, w stanie Oklahoma, w hrabstwie Adair.